# Aziatisch kampioenschap voetbal onder 20 - 2002
Het AFC Jeugdkampioenschap voetbal 2002 was een Aziatisch internationaal voetbaltoernooi voor landenteams. Het was de 15e editie van het toernooi en werd van 15 oktober tot 31 oktober 2002 in Qatar gehouden. Dit toernooi werd gewonnen door Zuid-Korea.

## Gekwalificeerde landen
| - Bangladesh - China - India | - Japan - Zuid-Korea - Saoedi-Arabië | - Syrië - Thailand - Verenigde Arabische Emiraten | - Oezbekistan - Vietnam - Qatar |

## Groepsfase

### Groep A
| Land        | Wed | W | G | V | DV | DT | Ptn |
| ----------- | --- | - | - | - | -- | -- | --- |
| Zuid-Korea  | 3   | 2 | 1 | 0 | 3  | 0  | 7   |
| Oezbekistan | 3   | 2 | 0 | 1 | 9  | 6  | 6   |
| Qatar       | 3   | 1 | 0 | 2 | 7  | 8  | 2   |
| Thailand    | 3   | 0 | 1 | 2 | 2  | 7  | 1   |

15 oktober – Grand Hamadstadion, Doha
- Qatar -  Zuid-Korea 0 - 1
- Oezbekistan -  Thailand 4 - 0

18 oktober – Al-Ahlystadion, Doha
- Qatar -  Thailand 3 - 2
- Zuid-Korea -  Oezbekistan 2 - 0

21 oktober – Grand Hamadstadion, Doha
- Qatar -  Oezbekistan 4 - 5
- Thailand -  Zuid-Korea 0 - 0

### Groep B
| Land       | Wed | W | G | V | DV | DT | Ptn |
| ---------- | --- | - | - | - | -- | -- | --- |
| Japan      | 3   | 3 | 0 | 0 | 7  | 2  | 9   |
| Iran       | 3   | 2 | 0 | 1 | 9  | 2  | 6   |
| India      | 3   | 0 | 2 | 1 | 7  | 6  | 2   |
| Bangladesh | 3   | 0 | 0 | 3 | 0  | 13 | 0   |

16 oktober – Al-Ahlystadion, Doha
- Japan -  Saoedi-Arabië 2 - 1
- India -  Bangladesh 6 - 0

19 oktober – Grand Hamadstadion, Doha
- Bangladesh -  Japan 0 - 3
- Saoedi-Arabië -  India 4 - 0

22 oktober – Al-Ahlystadion, Doha
- Saoedi-Arabië -  Bangladesh 4 - 0
- India -  Japan 1 - 2

### Groep C
| Land                         | Wed | W | G | V | DV | DT | Ptn |
| ---------------------------- | --- | - | - | - | -- | -- | --- |
| Syrië                        | 3   | 2 | 1 | 0 | 9  | 5  | 7   |
| China                        | 3   | 1 | 1 | 1 | 6  | 6  | 4   |
| Verenigde Arabische Emiraten | 3   | 1 | 1 | 1 | 3  | 3  | 4   |
| Vietnam                      | 3   | 0 | 1 | 4 | 8  | 14 | 1   |

17 oktober – Grand Hamadstadion, Doha
- Verenigde Arabische Emiraten -  Vietnam 2 - 0
- China -  Syrië 2 - 4

20 oktober – Al-Ahlystadion, Doha
- Verenigde Arabische Emiraten -  Syrië 1 - 1
- Vietnam -  China 2 - 2

8 september – Grand Hamadstadion, Doha
- Verenigde Arabische Emiraten -  China 0 - 2
- Syrië -  Vietnam 4 - 2

## Tweede ronde

### Kwartfinale
25 oktober – Grand Hamadstadion, Doha
- Japan -  Verenigde Arabische Emiraten 3 - 0
- Zuid-Korea -  India 7 - 0

26 oktober – Grand Hamadstadion, Doha
- Saoedi-Arabië -  China 4 - 1
- Syrië -  Oezbekistan 0 - 4

### Halve finale
29 oktober – Grand Hamadstadion, Doha
- Japan -  Oezbekistan 1 - 1 (na verlenging) (4 - 2 na penalty's)
- Saoedi-Arabië -  Zuid-Korea 2 - 1

### 3/4de plaats
31 oktober – Grand Hamadstadion, Doha
- Oezbekistan -  Saoedi-Arabië 0 - 4

### Finale
31 oktober – Grand Hamadstadion, Doha
- Japan -  Zuid-Korea 0 - 1 (na verlenging)

## Prijzen
| Winnaar van het AFC Jeugd kampioenschap 2002 |
| -------------------------------------------- |
| Zuid-Korea 10 titel                          |

1959 · 1960 · 1961 · 1962 · 1963 · 1964 · 1965 · 1966 · 1967 · 1968 · 1969 · 1970 · 1971 · 1972 · 1973 · 1974 · 1975 · 1976 · 1977 · 1978 · 1980 · 1982 · 1985 · 1986 · 1988 · 1990 · 1992 · 1994 · 1996 · 1998 · 2000 · 2002 · 2004 · 2006 · 2008 · 2010 · 2012 · 2014 · 2016 · 2018 · 2023

Jeugdtoernooi AFC mannen: onder 22 · onder 17

Jeugdtoernooi AFC vrouwen: onder 16 · onder 19